# Гварене (Асти)
Гварене је насеље у Италији у округу Асти, региону Пијемонт.
Према процени из 2011. у насељу је живело 23 становника. Насеље се налази на надморској висини од 212 м.